# MHEG-5
MHEG-5, o ISO/IEC 13522-5, es un estándar completo para TV interactiva y fue desarrollado por el MHEG (ISO Multimedia and Hypermedia information coding Expert Group) y el Digital Audio Video Council (DAVIC) desde 1995. Es parte de un sistema de estándares internacionales referente a la presentación de la información de las multimedias. Es mayormente usado como un lenguaje para describir servicios de televisión interactiva.

## Características
MHEG-5 es un middleware estándar público rentable, abierto y eficiente que es usado para enviar y recibir señales para televisión interactiva. Permite un amplio rango de servicios a ser desplegados. Es usado por Freeview y Freesat en el Reino Unido, Freeview en Nueva Zelanda, TVB en Hong Kong y ha sido recientemente especificado en Australia y Sudáfrica.
Trabajos recientes realizados por DTG en el Reino Unido han llevado al desarrollo de MHEG-IC (interaction channel), el cual permite una extensión de la emisión de servicios interactivos que se entregarán a través de una conexión IP. Los principios detrás de MHEG-IC son los de proveer una experiencia transparente al espectador de difusión de contenido aumentado con contenido enviado sobre IP como una extensión del canal o red. Los organismos de radiodifusión tienen el control editorial completo de la experiencia del usuario. El MHEG-IC da acceso a contenido de vídeo bajo demanda además de texto tradicional, así como la capacidad de soportar transacciones seguras.
MHEG-5 es un lenguaje de programación declarativo basado en objetos que puede ser usado para describir una presentación de texto, imágenes o vídeos. 
Una aplicación MHEG-5 consiste en un número de escenas sobre las cuales el usuario de una aplicación se puede "mover". Cada escena lista los ítems de texto y gráficos a ser presentados y puede contener bloques de código de procedimiento que responden a un conjunto predefinido de eventos tales como botones siendo presionados, timers o contenido siendo cargado exitosamente en memoria. Estos bloques de código consisten en acciones que pueden realizar operaciones como cambiar el texto mostrado o iniciar un videoclip.
MHEG-5 especifica una jerarquía de clases que están disponibles al autor de la aplicación. A diferencia de lenguajes orientados a objetos, no es posible definir nuevas clases. El estándar define dos representaciones de aplicaciones MHEG, una que es textual y la otra que es representada en ASN.1.
Las aplicaciones son escritas normalmente en notación textual y después codificadas con ASN.1 para la interpretación de un motor MHEG.
MHEG-5 para programar kioskos interactivos y servicios de televisión interactiva.

## Perfiles
MHEG-5 sólo define un lenguaje, algunas clases y las reglas de codificación de objetos MHEG-5. Éste no define detalles como el tamaño de la pantalla o cómo el contenido debe de ser transportado al espectador. Estos últimos son definidos en documentos llamados Perfiles. Casi todos los perfiles MHEG-5 para entornos de televisión digital están basados en el perfil definido en el UK D-Book.

## Evaluación Técnica
MHEG-5 está diseñado para ser soportado por sistemas con recursos muy limitados, lo que lo hace un middleware muy adecuado para decodificadores de televisión digitales. Una aplicación MHEG-5, que es básicamente un conjunto de objetos multimedia e hipermedia que residen en un ordenador en el extremo del operador de TV, es convertido en formato de trama de datos y difundido en una red de banda ancha. En el extremo receptor, un set top box digital con un componente de software llamada motor o máquina virtual MHEG-5, extrae el contenido hipermedia/multimedia de la trama digital, interpreta los datos y lo muestra en la pantalla de los suscriptores. Además de manejar los datos entrantes, el motor MHEG-5 también es responsable de la sincronización y del soporte de interactividad local.

## Requerimientos de Hardware del Set Top Box
El requerimiento de memoria del motor MHEG-5 es aproximadamente de sólo 300KB. Así, un set top box con un procesador de una velocidad de 40 Millones de Instrucciones por Segundo (MIPS) combinado con 4MB de memoria RAM y 2MB de memoria Flash, fácilmente puede soportar este módulo. Posteriormente, suscriptores que deseen recibir canales digitales terrestres combinados con contenido multimedia, necesitarán adquirir(o arrendar) un set top box o un televisor con un motor MHEG-5 integrado.

## Beneficios
Algunas de las aplicaciones interactivas y streams con beneficios que MHEG-5 va a facilitar son:
- Internet Digital TV
- (Near) Video on Demand
- Home-shopping
- Publicidad interactiva
- Información en pantalla
- Programas de ventas y merchandising
- Diarios electrónicos
- Banca desde casa
- Acceso web/internet
- Aplicaciones de comercio electrónico (e-commerce)
- Acceso instantáneo a encuestas realizadas a espectadores
- Juegos en línea

Muchas formas diferentes de interacción estarán disponibles a través de los servicios interactivos actuales. La siguiente lista nos da ejemplos de las capacidades de la tecnología interactiva para mejorar la programación de la TV:
- Guías de programas electrónicos
- Animaciones estilo cartoon
- Texto(con formato)
- Páginas de hipertexto con información enlazada
- Fotografías
- Vídeo en ventana o en pantalla completa
- Teletexto con multimedia digital